# L8 CMMR
L8 CMMR (letto Late Comer) è un singolo promozionale tratto da Sheezus, di Lily Allen. Il brano, pubblicato il 7 febbraio 2014 per il download digitale, è presente anche nella compilation Girls Volume 2: All Adventurous Women Do..., pubblicata nel mese di febbraio dello stesso anno.

## Critica
La canzone ha ricevuto diverse recensioni positive da parte dei critici musicali. Spin ha dato una recensione positiva della canzone, definendolo brillante, ma ha anche affermato che era un brano un po' fiacco.

## Lyric Video
Il 17 febbraio 2014 è stato pubblicato su YouTube un lyric video del brano. Il video rappresenta un vecchio videogame, con una grafica simile a quella di Super Mario Bros o Flappy Bird; lo scopo del gioco è "prendere" più sigarette, bottiglie di vino e anelli possibile per poter conquistare un uomo.